# Traffic Light
Traffic Light è una serie televisiva statunitense andata in onda per la prima volta sulla rete televisiva Fox dall'8 febbraio al 31 maggio 2011. In Italia è invece trasmessa sul canale Fox della piattaforma Sky Italia a partire dal 13 luglio 2011.
È un remake della serie israeliana Ramzor, adattata per il pubblico statunitense dallo sceneggiatore Bob Fisher. Anche se ambientata a Chicago, è stata girata interamente a Los Angeles. Il 10 maggio 2011 la Fox ha annunciato la sua cancellazione.

## Trama
La serie è incentrata su tre amici trentenni: Mike, Adam ed Ethan. Ciascuno di loro sta attraversando una fase particolare della propria vita sentimentale: Ethan è single e felice di esserlo, Adam è appena andato a convivere con la fidanzata, mentre Mike è sposato e ha un figlio. Il trio cerca quindi di bilanciare l'amicizia che lo tiene unito sin dai tempi delle scuole superiori con le necessità derivanti dalle relazioni con le varie partner.

## Episodi
| Stagione       | Episodi | Prima TV originale | Prima TV Italia |
| -------------- | ------- | ------------------ | --------------- |
| Prima stagione | 13      | 2011               |                 |

## Personaggi e interpreti
- Mike, interpretato da David Danman
- Adam, interpretato da Nelson Franklin
- Ethan, interpretato da Kris Marshall
- Lisa, interpretata da Liza Lapira
- Callie, interpretata da Aya Cash